# Franz Nimmervoll
Franz Nimmervoll (* 24. Mai 1909 in Zwettl an der Rodl; † 29. Juli 1992 in Linz) war ein österreichischer Politiker (ÖVP).
Nach der Volksschule besuchte Nimmervoll von 1931 bis 1933 die Landwirtschaftsschule in Schlägl und im Jahre 1939 die Melkerschule Oranienburg. Er war nach der Ausbildung in verschiedenen landwirtschaftlichen Betrieben als Molkereiarbeiter aktiv. Außerdem war Nimmervoll von 1940 bis 1947 als Melklehrer tätig. Er trat 1947 in den Schuldienst der Landwirtschaftsschule Katsdorf ein, an der er später Präfekt wurde. 1926 bis 1938 war er Mitglied des Reichsbundes der katholischen deutschen Jugend und des Katholischen Volksvereines.
Abgeordneter zum Oberösterreichischen Landtag wurde Nimmervoll 1949 und blieb es bis 1953. 1949 wurde er zum Präsidenten der Oberösterreichischen Landarbeiterkammer ernannt. 1955 wurde er Bundesobmann des Land- und Forstarbeiterbundes. Franz Nimmervoll war von 1953 bis 1970 Abgeordneter zum Nationalrat für die ÖVP.